# Ichnotaxon
Ichnotaxon (mn. č. ichnotaxa) je podle pravidel Mezinárodní komise pro zoologickou nomenklaturu ICZN "taxon, založený na projevech života pravěkého organizmu". Jsou založeny na fosiliích znázorňujících pohyb nebo jiné životní projevy (stopy, pozůstatky hrabání a hloubení, koprolity (zkamenělý trus), gastrolity (trávicí kameny), hnízda, vyvržené zbytky, kokony, pavoučí sítě a jiné deriváty tělesných orgánů. Mezi typické ichnofosílie patří třeba stopy dinosaurů.

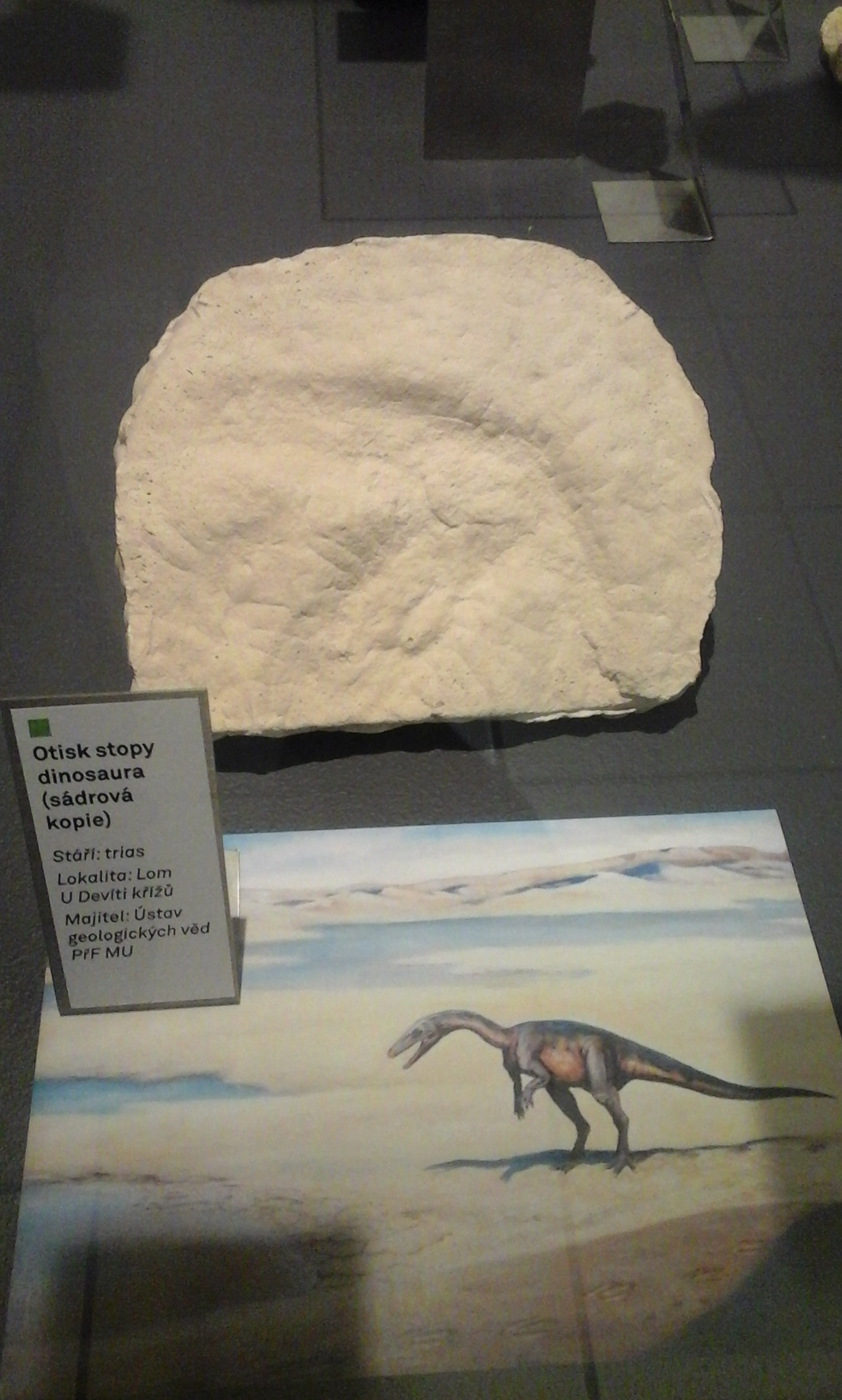
Replika otisku tříprsté stopy (či dinosauromorfa) od Červeného Kostelce.

Je rozšířeným, ale mylným tvrzením, že "organizmy popsané na základě životního projevu jsou klasifikovány jako ichnogenus/genera (rod) a ichnospecies (druh)". Předmětem ichnologické klasifikace jsou pouze a jen stopy po životní činnosti a je nesprávné je pokládat za součást organismu. Zpravidla je ani nelze jednoznačně přiřadit k určitému původci. Mají však i tak značnou hodnotu, zejména při stanovování fyzikálních a chemických parametrů někdejšího přírodního prostředí.
Některé fosilní otisky stop jsou známé dokonce i z podzemních krasových jeskyní. Podobný objev z jihofrancouzské jeskyně Castelbouc na plošině Causse Méjean byl formálně popsán v březnu roku 2020. Jedná se o velké kruhové stopy sauropodů z období střední jury o délce až 1,25 metru. Byly pojmenovány Occitanopodus gandi a jejich stáří činí asi 168 až 166 milionů let.

## Příklady
V případě dinosauřích fosilních stop patří mezi známé ichnotaxony například Tyrannosauripus pillmorei (zřejmě stopa slavného druhu Tyrannosaurus rex) nebo Eubrontes (stopa různých druhů středně velkých teropodů, známá i z pozdně triasových hornin v České republice).
V některých případech jsou u stop objeveny také petroglyfy (skalní rytiny) a jiné doklady o tom, že již lidé v předvědeckém období tyto zkamenělé stopy znali a vymezovali se vůči nim či se je snažili interpretovat. Podobné příklady (v případě otisků stop druhohorních dinosaurů) nalezneme například na území Číny, Brazílie, USA nebo třeba Polska.
Některé lokality s objevy ichnofosilií jsou značně velké a rozsáhlé, například v Číně bylo na jedné z nich rozeznáno celkem asi 1928 fosilních otisků dinosauřích stop.

## Osobnosti
Mezi největší znalce fosilních stop (zejména dinosauřích) patřil například britský paleontolog Martin G. Lockley (1950-2023).